# Баскаков, Николай Иванович (Герой Социалистического Труда)
Никола́й Ива́нович Баска́ков (18 января 1905 — 19 апреля 1969) — передовик лесной промышленности, специалист-сплавщик, управляющий трестом «Двиносплав» в военные и послевоенные годы, Герой Социалистического Труда (1957).

## Биография
Родился 18 января 1905 года в деревне Гольцевская Верхнетоемского района Архангельской губернии.
Трудовую деятельность начал в 1923 году сезонником в «Руссголандлесе» Кориниловского лесопункта. 
С 1927 года — рабочий-строитель и сплавщик леса лесозавода № 37-38 треста «Карелдрев» (село Сорока), с 1929 года — секретарь комсомольской организации лесозавода. Член ВКП(б) с 1931 года.
По направлению обучался в Казани на курсах подготовки административного персонала по сплаву леса, вернулся в Архангельскую область.
С 1932 года - заместитель начальника, начальник Нижне-Двинской сплавконторы, с 1934 года — начальник Черевковской сплавконторы, с 1935 года — заместитель директора, а через год - директор Черевковского леспромхоза. В 1939 году — начальник Верхнетоемской сплавконторы.
В годы Великой Отечественной войны: начальник производственного отдела треста «Котлассплав» (с 1940), управляющий трестом «Севтранзитсплав» (с 1942), заместитель начальника Главсевлеса, управляющий трестом «Двинолес».
В 1944-1959 годах — управляющий трестом «Двиносплав» — крупнейшего предприятия лесной отрасли Архангельской области.
Избирался депутатом Архангельского областного и городского Советов, членом Архангельского обкома КПСС. 
В 1948-1950 годах принял организаторское участие в строительстве рабочего поселка Шипицыно.
В 1959 году вышел на пенсию.
Скончался 19 апреля 1969 года. Похоронен в Архангельске на Ильинском кладбище.

## Награды и признание
Звание Героя Социалистического Труда с вручением ордена Ленина и золотой медали «Серп и Молот» (1957) — «за выдающиеся успехи, достигнутые в деле развития лесной промышленности».
Также награждён орденами Ленина, Трудового Красного Знамени, «Знак Почета», медалями.
В 1976 году его имя было присвоено одному из буксирных ледоколов объединения «Архангельсклеспром» (проект 1427 типа «Полярник», 1976 года постройки)..